# بيلي أليوت
بيلي أليوت (بالإنجليزية: Billy Elliot)‏ هو فارس أسترالي، ولد في 1907 في Carlton, Victoria ‏ في أستراليا، وتوفي في 1941.